# Cycas guizhouensis
Cycas guizhouensis är en kärlväxtart som beskrevs av Kai Min Lan och R.F. Zou. Cycas guizhouensis ingår i släktet Cycas, och familjen Cycadaceae. IUCN kategoriserar arten globalt som sårbar. Inga underarter finns listade i Catalogue of Life.

## Bildgalleri

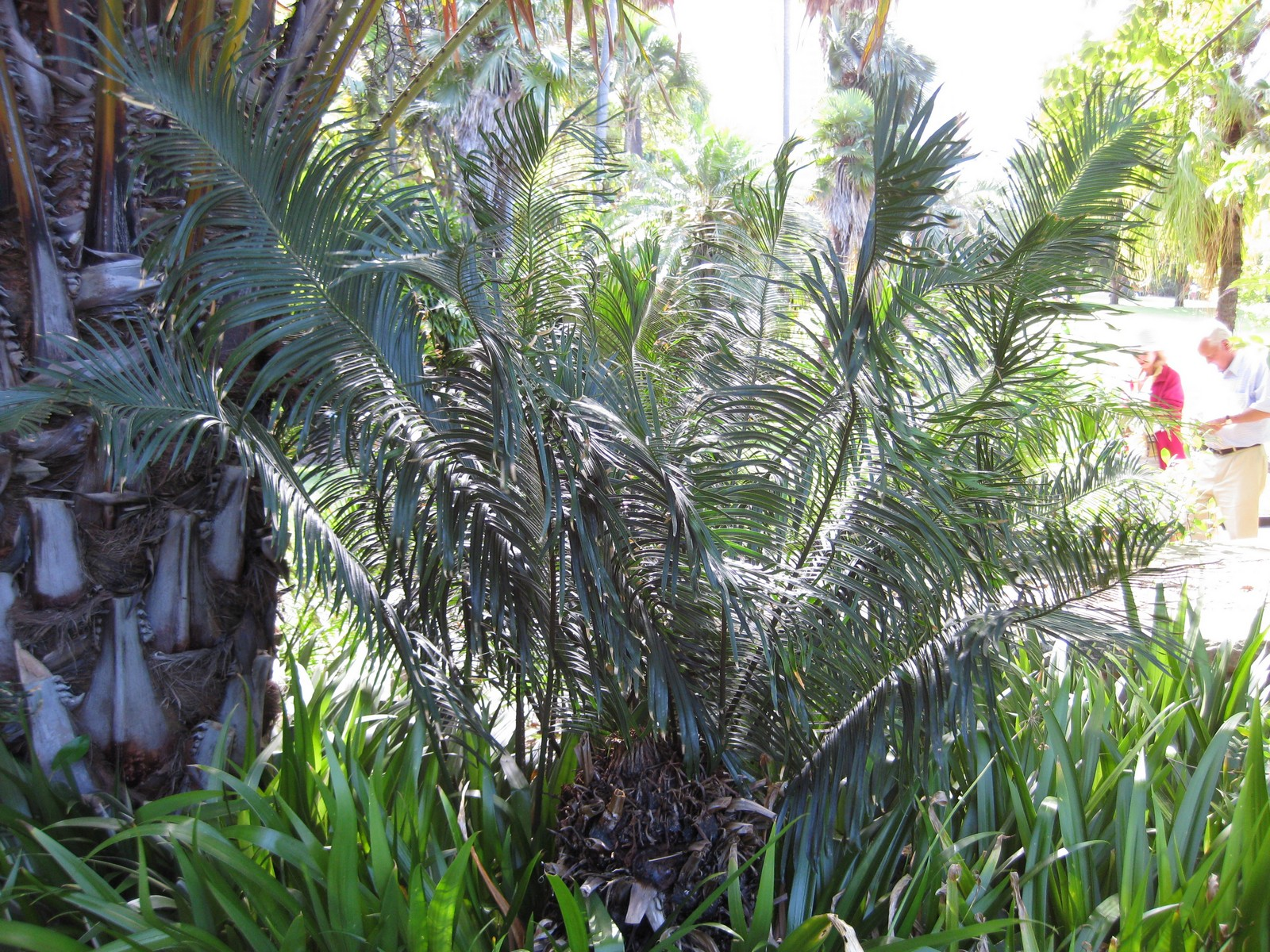
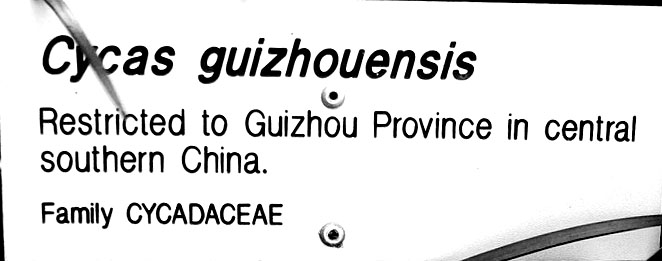